# Perzekuce kněží litoměřické diecéze
Litoměřická diecéze patří k nejvíce sekularizovaným diecézím na světě. Už na začátku 20. století některé regiony patřily k nejvíce sekularizovaným, např. Mostecko. Dalším významnými faktory je odsun dvou třetin diecezanů německé národnosti a komunistická perzekuce.

## Odsun německých kněží
Pro litoměřickou diecézi byla další komunistická perzekuce velmi krutá, protože již po válce byla diecéze oslabena odsunem mnoha německých kněží. Po komunistickém puči v roce 1948 totalitní systém v Československu nejdříve nechtěl jít proti katolíkům přímo, protože jich bylo hodně i v komunistické straně. Proto začal s perzekucí postupně a opatrně.

## Pastýřský list Hlas biskupů v hodině velké zkoušky
List byl přijat 15. června 1949 na biskupské konferenci v Praze. V tomto pastýřském listu biskupové vysvětlovali katolíkům následky komunistické politiky. Tzv. „Katolická akce“ byla označena za rozkolné hnutí a aktivistickým kněžím i laikům pohrozeno exkomunikací. List měl být čten na bohoslužbách ve všech kostelích na svátek Božího těla dne 19. června 1949, čemuž se ovšem komunistická moc snažila zabránit. kněží, kteří přes výhrůžky tento pastýřský list při mši přečetli byli vystaveni různým represím, zejména pak věznění. V litoměřické diecézi přečetli pastýřský list např. Františkek Appl, Jan Bárta, Václav Alois Huťař, Josef Just, Ezechiel Kindermann, František Krutílek, Anicet František Petružela, Jindřich Tomíček, Josef Zlámal atd.

## Akce K
Druhou vlnou byl útok proti klášterům Akce K a následná internace řeholníků v roce 1950. Kněží odstranění z farností byli buď internováni v táborech nucené práce, zařazeni do pomocných technických praporů nebo přímo uvězněni. Někteří kněží, kteří byli postihnuti Akcí K nebo trestání PTP, vězením, ztrátou souhlasu byli občas přesouváni do litoměřické diecéze nebo získali tzv. státní souhlas pro veřejné působení v duchovní správě po roce 1968.

## Soudy s tzv. ilegálními skupinami
Nejtěžší následky pro litoměřickou diecézi měl soud s biskupem Štěpánem Trochtou a jeho spolupracovníky Františkem Rabasem, Františkem Vlčekem a Bohumilem Landsmannem v roce 1954. Další soudy s tzv. ilegálními skupinami následovaly - např. Appl František a spol, Bárta Josef a spol, Bečvář Jan Helikar Josef a spol, Blechová Anna a spol, Cukr Josef a spol, Just Josef a Pieschová Lucie, Krutílek František a spol. Komunistický režim útočil proti biskupům, duchovenstvu, řádům (mužským, ženským i tzv. třetím řádům - pro laiky žijící spiritualitou řádu) zvláště proti jezuitům a salesiánům a dále proti organizacím laiků jako byly mariánské družiny, katolická akce atd. Důvody pro odsouzení se stávalo pro tehdejší komunistický režím protistátní činností např. kontakt s nadřízenými v zahraničí, kontakt s internunciaturou, kontakt s novináři nebo pracovníky zastupitelských úřadů západoevropských států, kontakt s emigranty, pomoc při zasílání zpráv do zahraničí, materiální podpora perzekvovaným osobám, ukrývání uprchlíka, ukrývání církevního majetku, udělení pověření v intencích mexických fakult, přebírání pověření a činnost vyplývající z mexických fakult, svěcení kněží nebo biskupů bez státního souhlasu, tvorba textů kritických k režimu, rozmnožování a rozšiřování textů kritických k režimu, rozmnožování a rozšiřování náboženských textů, kritika režimu během kázání a při výuce náboženství, četba pastýřských listů, četba exkomunikačních dekretů, udržování kontaktů s řeholní komunitou, pomoc řeholníkům v centralizačních klášterech, vzdělávání a vedení bohoslovců mimo fakultu, vedení a účast v kroužcích Katolické akce, vedení a účast ve spolcích, působení ve vojenské duchovní službě, pomoc při přechodu hranic, kontakt s provokatérem StB

## Složitost některých osudů
U některých duchovních se po období perzekuce projevila vůle k aktivní spolupráci s režimem (Sdružení katolických duchovních Pacem in terris v Severočeském kraji, spolupráce s Stb atd), přesto jsou ponecháni v tomto seznamu.

## Seznam perzekvovaných kněží
- Appl František
- Bečvář Jan
- Bárta Jan Baptista
- Bartoš Vojtěch SJ
- Basovník Vojtěch
- Blaise František
- Brabec Miroslav
- Bystřický Štěpán OFM
- Cukr Josef
- Červinka Jaroslav
- Dobiáš Josef
- Dolista Josef
- Fišer František
- Fornůsek Jan
- Hádek Josef
- Habáň Metoděj
- Hahner Karel
- Hanuš Titus Bohuslav OFM
- Helikar Josef
- Hložánka Radim
- Hnilica František OFM
- Hofmann Josef
- Huťař Václav Alois
- Chocholoušek Efrém
- Just Josef SJ
- Kabát Jiří
- Katzer Otto
- Kindermann Ezechiel
- Kindl Antonín
- Kodera Vojtěch
- Kolek Karel OFM
- Končar Bohumil OFM
- Konečný František
- Kordík Josef
- Krutílek František
- Kuška Josef
- Landsmann Bohumil
- Lepka Antonín
- Máj Karel
- Mánek Ferd. Gilbert OFM
- Mareček Stanislav
- Martinů Vojtěch ThDr.
- Míša František
- Mokrý Oldřich
- Nemeškal Pavel
- Netík Jan
- Novosad Josef
- Obruča Bohumír
- Ovečka Jaroslav
- Peša Ivan Josef
- Petružela František Anicet
- Pikora Bohumil
- Pohl Jan Mons.
- Polách Ota
- Primes Alois Vojtěch
- Pynta Josef
- Raab Vilém
- Rabas František
- Raška Alois SJ
- Sitte Franz
- Skřivan Jan
- Svatek Jan
- Šelbický Adolf
- Šemík František
- Šimon Josef
- Šimonovský Bohumil
- Šital František
- Škurka Emil
- Štikar Nepomuk Jan OFM
- Šupa Karel SJ
- Tietze František
- Tobola Jaroslav Ambrož OFM
- Tomíček Jindřich
- Tomiga František
- Trochta Štěpán ThDr. Mons.
- Uher Josef
- Veselka Jan
- Vitásek František
- Vlček František ThDr. Mons.
- Vojtek František
- Zlámal Josef
- Zlámal Vojtěch OFM